# Microcharmus cloudsleythompsoni
Espèce
Microcharmus cloudsleythompsoni est une espèce de scorpions de la famille des Buthidae.

## Distribution
Cette espèce est endémique de la région Diana à Madagascar,. Elle se rencontre vers Zangoa.

## Description
Microcharmus cloudsleythompsoni mesure 20 mm.

## Systématique et taxinomie
Cette espèce a été décrite par Lourenço en 1995.

## Étymologie
Cette espèce est nommée en l'honneur de John Leonard Cloudsley-Thompson.

## Publication originale
- Lourenço, 1995 : « Description de trois nouveaux genres et quatre nouvelles espèces de scorpions Buthidae de Madagascar. » Bulletin du Muséum National d'Histoire Naturelle, Section A Zoologie Biologie et Écologie Animales, vol. 17, no 1/2, p. 95-106 (texte intégral).